# Lomtjärnen (Alfta socken, Hälsingland, 678208-151261)
Lomtjärnen är en sjö i Ovanåkers kommun i Hälsingland och ingår i Testeboåns huvudavrinningsområde.